# Операция «Скрипичный футляр»
«Операция „Скрипичный футляр“» (нем. Unternehmen Geigenkasten) — детский детективный фильм 1985 года производства ГДР, снятый режиссёром Гунтером Фридрихом.

## Сюжет
Изобретательный мальчик и фантазёр — десятилетний Оле Хольм, посмотрев фильм «Человек, который был Шерлоком Холмсом», решает стать юным сыщиком. После неудачной попытки поймать покупателей на краже в супермаркете ему, наконец, сопутствует удача. Оле и его лучший друг Андреас невольно становятся свидетелями небольшого ДТП с участием водителя легкового автомобиля и велосипедиста. У велосипедиста, отделавшегося лёгким испугом при столкновении с автомобилем, Оле замечает одну странную деталь — приклеенные усы. Заподозрив неладное, Оле и Андреас преследуют подозрительного мужчину до проходной завода транзисторных радиоприёмников. Спустя некоторое время мужчина с приклеенными усами сидится за руль грузовика и уезжает с территории предприятия. Используя хитрые приёмы Шерлока Холмса, Оле узнаёт личность предполагаемого преступника, а после и его домашний адрес. Облачившись в одежду Шерлока Холмса (Оле) и доктора Ватсона (Андреас), юные сыщики приступают к расследованию дела. Как и главные герои рассказов А. Конан Дойля, они должны опередить полицию и первыми раскрыть загадочное и запутанное дело.
Придя домой к водителю завода Хорсту Франке, ребята узнают, что он не выходил на работу по причине похмельного синдрома. В это же самое время в полицию поступают сведения о хищении с завода транзисторных радиоприёмников, партии кассетных магнитофонов и стереоаппаратуры. Путём долгих поисков Оле вычисляет преступника, которым оказался другой водитель предприятия — Нойманн. Перед сменой Франке Нойманн угощает своего коллегу крепкими алкогольными напитками и, зная о его болезненном состоянии завтрашнего дня, идёт на преступление. Для того чтобы внешне походить на Франке, Нойманн приклеивает себе усы. И, заступив на смену вместо него, введя в заблуждение вахтёра — старика Тённхена, вывозит на разгрузочной машине аппаратуру с территории завода. После долгой слежки за Нойманном юные сыщики попадают в старый район города, где злоумышленник прятал похищенную аппаратуру. Заметив в доме Оле, Нойманн связывает ненужного свидетеля и уезжает вместе с мальчиком на своей машине. Находившийся неподалёку Андреас, почувствовав неладное, звонит в полицию и рассказывает о случившемся. После долгих усилий полиции удаётся выследить на дороге машину Нойманна и арестовать мужчину. Андреас совместно с полицейскими находит в лесополосе связанного друга, от которого Нойманн избавился незадолго до своего задержания. За помощь в поимке преступника обер-лейтенант Фогель награждает Оле и Андреаса почётными грамотами и электронными часами, но впредь просит больше никогда самостоятельно не заниматься такими опасными мероприятиями.

## В ролях
- Александр Хайденрайх — Оле Хольме
- Дирк Бартш — Андреас
- Пегги Штайнер — Мари
- Маттиас Крозе — Йенс
- Герд Грассе — отец Оле
- Светлана Шёндельф — мать Оле
- Андреас Шуман — Нойманн
- Хартмут Шрайер — Франке
- Фред Дельмар — старик Тённхен, вахтёр
- Петер Баузе — обер-лейтенант Фогель
- Дитмар Буркхард — лейтенант Бюттнер
- Хилман Бауманн — отец Андреаса
- Рената Хаймер — мать Андреаса
- Гезине Лаатц — фройляйн Рёдер
- Хеллена Бюттнер — медсестра Ангелика
- Дорис Тальмер — фрау Грабовски
- Ульрих Фосс — вахтёр
- Урсула Штаак — соседка

## Производство и показ
Фильм снимался, в частности, в городе Бранденбург. Съёмки проходили, например, на Ратеновер-штрассе с Ратеноверской башней, на Санкт-Аннен-штрассе, на Хауптштрассе с фонтаном Фритце-Боллмана, на Грабенштрассе, на Хавельштрассе и в лесу Вильгельмсдорфа. Премьера фильма состоялась 12 февраля 1985 года в кинотеатре «Panorama-Palast» в Гере.
Сценарий фильма был написан под влиянием романа «Эмиль и детективы», а образ сыщика, изображённый в картине, по подобию «Человек, который был Шерлоком Холмсом».
Первоначально режиссёром фильма должна была стать Сибилла Шёнеманн, но она отклонила предложенный материал, поэтому режиссуру взял на себя Гунтер Фридрих. Ранее он уже снял несколько детских фильмов для телевидения.

## Критика
Современные критики назвали «Операцию „Скрипичный футляр“» забавным и удачным детским фильмом кинокомпании «DEFA», которой и без того сопутствовал успех. Эту детскую картину смело можно назвать семейным фильмом, который будет интересен любой возрастной категории зрителей.
Другие критики сочли, что дело, представленное в картине и подлежащее раскрытию, было слишком простым и очевидным и, следовательно, подрывающим фильм. Деревянные диалоги детей и взрослых подверглись критике, а финал картины оказался слишком затянутым.
Lexikon des internationalen Films назвала картину хорошо поставленным и сыгранным детским криминальным детективным фильмом, развивающим азарт и юмор в повседневном мире детей.

## Награды
Фильм получил главный приз на детском кинофестивале «Золотой воробей» в Гере в
1985 году, а также был удостоен почетной премии детского жюри.